# Löberschütz
Löberschütz település Németországban, azon belül Türingiában. Lakosainak száma 147 fő (2023. december 31.).

## Népesség
A település népességének változása:
| Lakosok száma | 136  | 136  | 148  | 151  | 147  |
|               | 2017 | 2019 | 2021 | 2022 | 2023 |